# Tardona
Tardona is een plaats (község) en gemeente in het Hongaarse comitaat Borsod-Abaúj-Zemplén. Tardona telt 1120 inwoners (2001). Het dorp ligt aan de rand van het  nationaal park de Bükk waarin zich het gelijknamige gebergte bevindt, tussen de plaatsen Kazincbarcika en Dedestapolcány. Het ligt dicht bij de toeristische plaats Szilvasvárad van waaruit  diverse wandelpaden het gebied in leiden. In het dorpje zijn diverse kleine supermarktjes te vinden. Ook is er een postkantoor en dokterspost. Het dorp is aangesloten op gas, water en electra en er is riolering.
Het beschikt over diverse toeristische accommodaties, waaronder ook een villa met zwembad die tevens als groeps accommodatie voor trainingen ed. te gebruiken is (www.countrysidevillahungary.com). Jaarlijks vindt de Jokai- tour plaats, een wandelevenement waarin groepen een tocht door de Bükk maken. Dit evenement trekt jaarlijks vele deelnemers. De tour start bij het gedenkhuis van Jokai Mor, de Hongaarse schrijver die in 1849 zijn toevluchtsoord in Tardona vond om onder te duiken voor de Habsburgers. Zijn tijd in Tardona heeft hem geïnspireerd voor het boek "De dame met ogen als de zee" (a tengersemü hölgy ).